# Austin, Texas
Austin là thủ phủ của tiểu bang Texas và là quận lỵ của Quận Travis. Tọa lạc ở miền Trung Texas, nó là thành phố lớn thứ tư của Texas và thành phố lớn thứ 16 của Mỹ. Vào thống kê dân số [2019], Austin có dân số là 978.908 người. Thành phố là trung tâm văn hóa và kinh tế của khu vực đô thị Austin–Round Rock với dân số 2,2 triệu người.
Theo Điều tra Dân số Hoa Kỳ năm 2000, số người Mỹ gốc Việt ở Austin là 5.942 người, chiếm 0,9% dân số toàn thành phố.

## Lịch sử

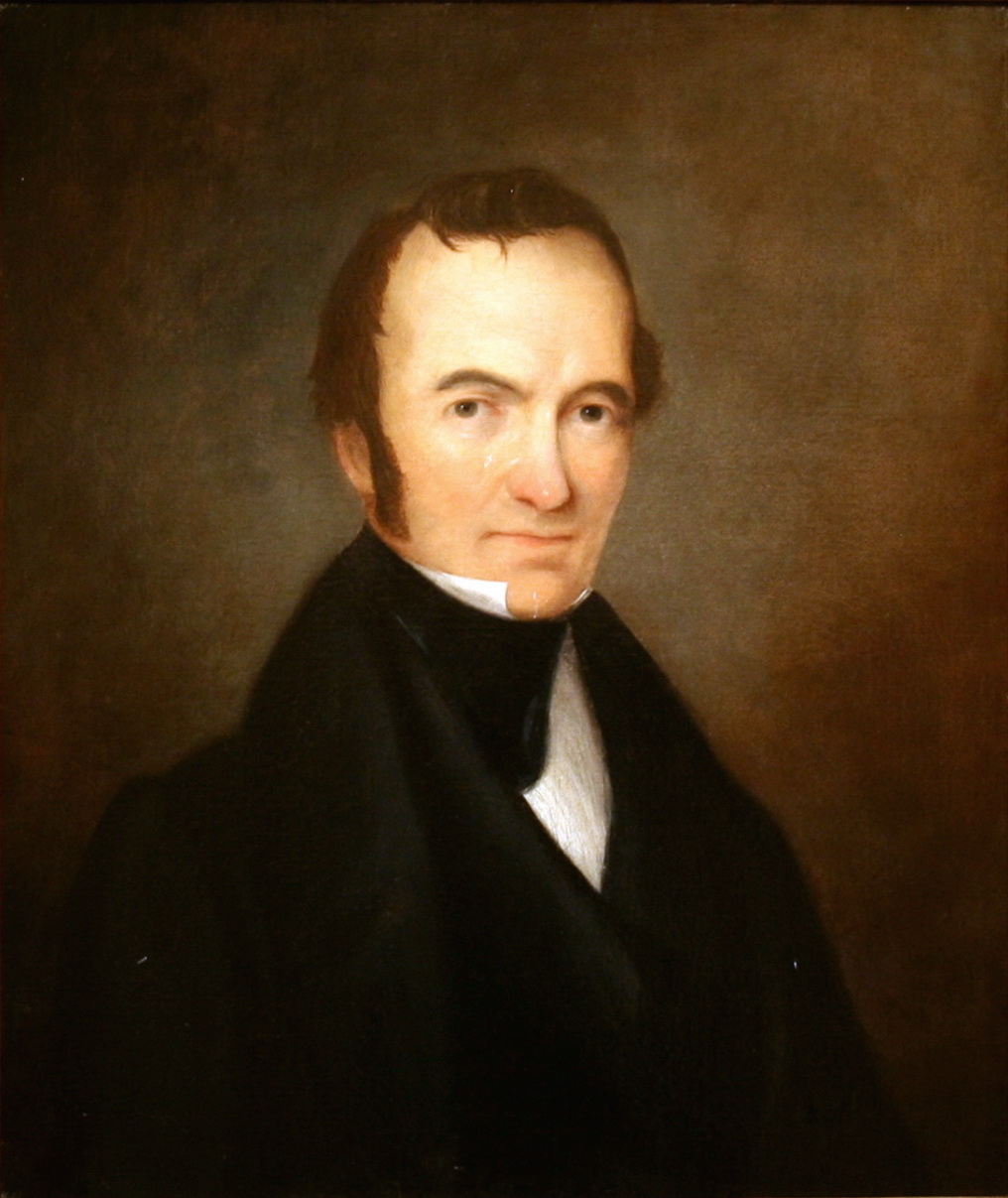
Stephen F. Austin

Vài trăm năm trước khi những người di cư từ châu Âu đến, khu vực xung quanh thành phố Austin hiện nay được cư ngụ bởi một tập hợp những người Mỹ bản địa Tonkawa, Comanche và Lipan Apache, đánh cá và săn bắn dọc theo các con suối nhỏ, bao gồm cả suối Barton ngày nay.
Những định cư đầu tiên được ghi lại ở khu vực Austin ngày nay xảy ra vào năm 1835. Người di cư Mỹ gốc Anh bắt đầu đến khu vực này, khi Texas vẫn còn là một phần của México. Họ thành lập làng Waterloo vào năm 1837, dọc theo hai bờ sông Colorado. Theo dân gian, Stephen F. Austin, "cha đẻ của Texas", đã thương lượng một hiệp ước hòa bình với những người bản địa tại địa điểm mà ngày hôm nay là Treaty Oak sau khi một số người di cư bị giết trong một trận càn quét. Theo dân gian, Austin cũng thương lượng một hiệp ước về biên giới với người bản địa để thiết lập biên giới của thành phố.
Waterloo được chọn để trở thành thủ phủ của Cộng hòa Texas vừa thành lập vào năm 1839 và được mua bởi nước cộng hòa cho mục đích đó. Mirabeau B. Lamar đặt lại tên thành phố để vinh danh Stephen F. Austin. Tên gốc của thành phố được nhớ đến bởi những thương gia địa phương như là Quán kem Waterloo và Waterloo Records.

## Địa lý
Austin nằm trên sông Colorado, với ba hồ nhân tạo hoàn toàn nằm trong nội vi thành phố: hồ thành phố, hồ Austin và hồ Walter E. Long. Thêm vào đó, chân của hồ Travis, bao gồm cả đập Mansfield, tọa lạc ở trong phạm vi thành phố. Hồ thành phố, hồ Austin và hồ Travis đều nằm trên sông Colorado. Thành phố này cũng nằm trên vết nứt địa chất Balcones, mà, trong hầu hết Austin, chạy gần như là cùng tuyến đường với Đường cao tốc MoPac. Phần phía đông của thành phố bằng phẳng, trong khi phần phía tây và các khu vực ngoại thành phía tây bao gồm các ngọn đồi thoai thoải với quang cảnh khá đẹp trên vùng bìa của Texas Hill Country. Bởi vì những ngọn đồi về phía tây chủ yếu là đá vôi với một lớp đất mỏng bao phủ, thành phố thường xuyên bị lụt đột ngột do nước mưa xối xả sau những trận bão. Để điều khiển lượng nước này và tạo ra thủy điện, Lower Colorado River Authority đã điều hành một loạt các đập làm thành Texas Highland Lakes. Những hồ này cũng cung cấp nơi để chèo thuyền, bơi lội và các dạng giải trí khác bên trong một số công viên tọa lạc trên các bờ hồ.
Một điểm nổi bật khác ở Austin là núi Bonnell. Là điểm cao nhất ở Austin với độ cao 780 feet bên trên mặt biển, đó là một núi đá vôi tự nhiên nhìn xuống hồ Austin trên sông Colorado, vào khoảng 200 feet phía dưới đỉnh núi.

## Kinh tế
Hàng ngàn sinh viên tốt nghiệp hàng năm từ các chương trình kỹ thuật và khoa học máy tính tại Đại học Texas tại Austin cung cấp một nguồn nhân công trẻ tài giỏi năng động giúp cho sự phát triển về mặt kỹ thuật của Austin. Khu đô thị Austin cũng có giá nhà cửa rẻ hơn so với Thung lũng Silicon. Kết quả của một sự tập trung khá cao của các công ty kỹ thuật công nghệ cao trong vùng đã làm Austin bị ảnh hưởng mạnh bởi cuộc bùng nổ kinh tế bởi các công ty dot-com trong cuối thập niên 1990 và sự đổ vỡ sau đó, mặc dù sự hồi phục đang xảy ra nhanh chóng.
Những nơi cung cấp việc làm lớn nhất ở Austin bao gồm Nhà nước Tiểu bang Texas, Đại học Texas tại Austin, mạng lưới bảo hiểm y tế SETON, Dell, IBM và Freescale Semiconductor (tách ra từ Motorola vào năm 2004). Các công ty công nghệ cao khác ở Austin bao gồm Apple Computer, Vignette, AMD, Applied Materials, Intel, Motive Inc, Cirrus Logic, Samsung, National Instruments, United Devices, Signet Design Solutions (thiết kế vi mạch) và Sun Microsystems. Sự cạnh tranh của các công ty kỹ thuật đã dẫn đến tên thường gọi của vùng này, "những đồi Silicon," (Austin nguyên là "Silicon Gulch", nhưng San Jose, California đã có đặc điểm đó) và đã thúc đẩy sự phát triển nhanh chóng làm thành phố phát triển lên phía bắc và phía nam. Các công ty đáng chú ý khác, như là Hoover's, Inc., một công ty nghiên cứu và xuất bản vốn là chi nhánh của Dun & Bradstreet, cũng có trụ sở chính tại thành phố này.

### Truyền thông và giải trí
- Austin American-Statesman
- Austin Business Journal
- Austin Chronicle (weekly)
- Austinist (collaborative city blog)
- AustinSings.com - Central Texas Karaoke
- UT's The Daily Texan
- 107.1 KGSR (Focused on Austin's unique musical mix)
- KMFA Classical 89.5FM (listener-supported, non-commercial, all-classical radio)
- KOOP 91.7FM Community Radio for Austin
- KUT 90.5FM (Eclectic music and NPR News)
- KVR News 9, UT's Broadcast News Show Lưu trữ ngày 28 tháng 9 năm 2007 tại Wayback Machine
- KVRX UT Student Radio
- News 8 Austin (24-hour local cable news channel) Lưu trữ ngày 6 tháng 7 năm 2008 tại Wayback Machine
- Austin Independent Media Center Lưu trữ ngày 4 tháng 8 năm 2007 tại Wayback Machine
- Burnt Orange Report Lưu trữ ngày 18 tháng 12 năm 2007 tại Wayback Machine (blog)
- The Texas Travesty (bi-monthly)
- KLRU (PBS member TV station)
- Texas Monthly magazine
- List of radio stations in Austin

### Tự nhiên và môi trường
- Hornsby Bend Bird Observatory
- Bat Conservation International page on the Congress Avenue Bats Lưu trữ ngày 12 tháng 11 năm 2008 tại Wayback Machine
- Austin chapter of the Native Plant Society of Texas Lưu trữ ngày 4 tháng 8 năm 2006 tại Wayback Machine
- Tọa độ: Không thể phân tích số từ kinh độ: −97.747247
- The Austin Map Project
- Current Austin weather